# Illa de Faros
Faros és una petita illa d'Egipte situada davant de Canop, prop del port Alexandria, i unida a terra a través d'un pont construït per Dexiphanes de Cnidos, l'Heptastadion, de manera que era part d'aquest port. Com la costa mediterrània egípcia és molt plana i freturosa de qualsevol tipus de referència útil per a la navegació, es va considerar necessària un senyal per indicar l'entrada al port, funció per la qual servia Faros. Ptolemeu I va ordenar construir una gran edificació que servís com a fita, el Far d'Alexandria. Al segle I els romans ho usaven també de nit, amb una foguera i miralls reflectors en la part superior: aquesta va ser la raó per la qual el seu nom va donar origen a la paraula far.
De vegades, el seu nom apareix escrit com Pharos, que és la transcripció llatina del nom grec, Φάρος.

## Història

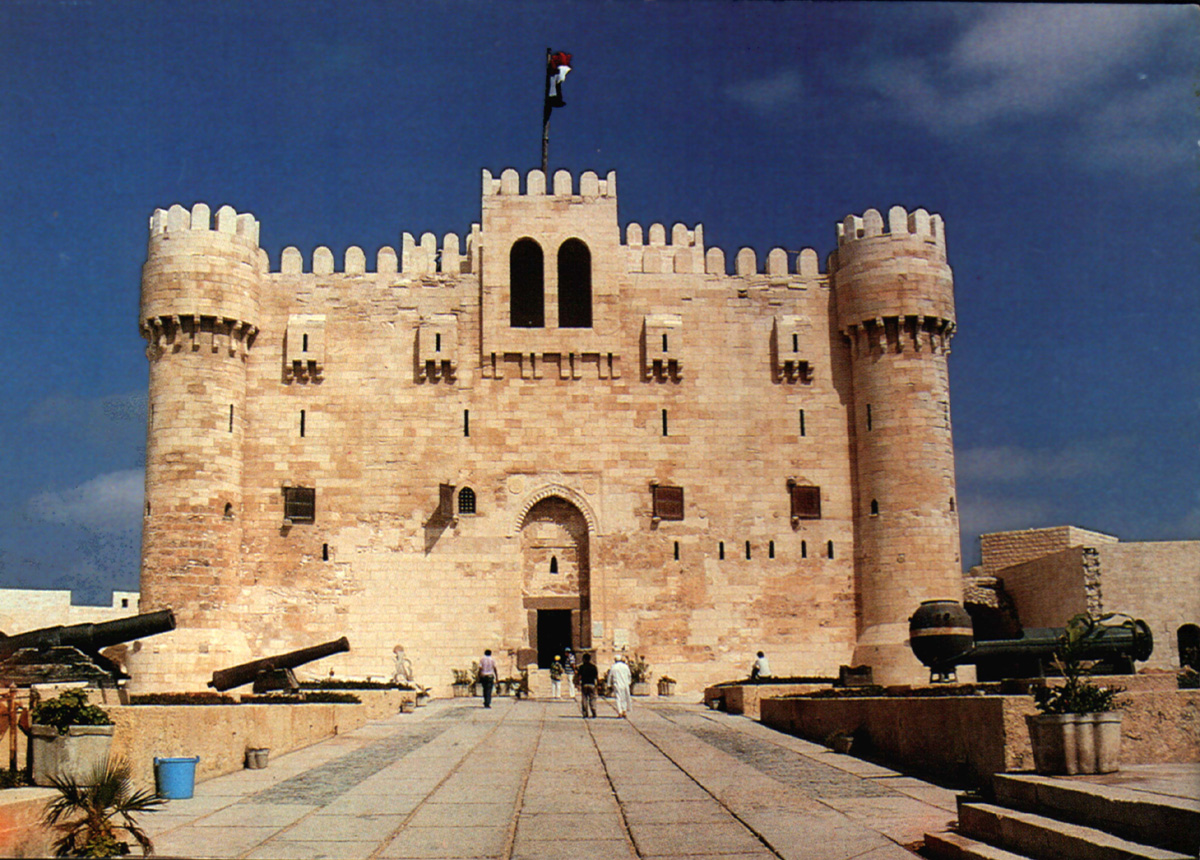
Ciutadella de Qaitbey.

Homer l'esmenta en l'Odissea. Segons la llegenda, el rei d'Esparta Menelau va desembarcar a l'illa, el nom de la qual no coneixia. Va preguntar a un home quin era el nom del propietari, i l'egipci va contestar Pera'a (en egipci, Faraó). El rei va entendre Pharos, que en grec antic significava manta (τὸ φᾶρος: tela, vés-la), per la qual cosa va donar a l'illa aquest nom.
Sòstrat (arquitecte) va començar la construcció d'una gran torre d'avisos per ordre de Ptolemeu I, que va acabar durant el regnat de Ptolemeu II, en el 282 aC.
El 1303 i 1323 l'illa va sofrir dos forts terratrèmols, de manera que la torre es va esfondrar i molts de les seves restes van anar a parar al fons del mar. Alguns autors creuen que el seu enfonsament va ser a causa que les seves pedres estaven unides amb tascons de ferro, que per efecte del salitre van acabar podrint-se, i perquè havia deixat d'utilitzar-se i mantenir-se. El 1480, el sultà Qaitbey va construir una fortalesa utilitzant les restes del far, l'anomenada ciutadella de Qàït-bay.